# Madagascarchaea tsingyensis
Espèce
Synonymes
- Archaea tsingyensis Lotz, 2003
- Eriauchenius tsingyensis (Lotz, 2003)

Madagascarchaea tsingyensis est une espèce d'araignées aranéomorphes de la famille des Archaeidae.

## Distribution
Cette espèce est endémique de Madagascar. Elle se rencontre dans les régions de Melaky, de Menabe et de Boeny.

## Description
Le mâle décrit par Wood en 2008 mesure 1,87 mm et la femelle 2,07 mm.

## Étymologie
Son nom d'espèce, composé de tsingy et du suffixe latin -ensis, « qui vit dans, qui habite », lui a été donné en référence au lieu de sa découverte, le parc national du Tsingy de Bemaraha.

## Publication originale
- Lotz, 2003 : Afrotropical Archaeidae: 2. New species of the genera Archaea and Afrarchaea (Arachnida: Araneae). Navorsinge van die Nasionale Museum Bloemfontein, vol. 19, p. 221-240.